# Коко (Флорида)
Коко (енгл. Cocoa) град је у америчкој савезној држави Флорида. По попису становништва из 2010. у њему је живело 17.140 становника.

## Демографија
Према попису становништва из 2010. у граду је живело 17.140 становника, што је 728 (4,4%) становника више него 2000. године.
| Група             | 2000.         | 2010.         |
| Белци             | 9.839 (60,0%) | 9.285 (54,2%) |
| Афроамериканци    | 5.298 (32,3%) | 5.369 (31,3%) |
| Азијати           | 154 (0,9%)    | 182 (1,1%)    |
| Хиспаноамериканци | 809 (4,9%)    | 1.931 (11,3%) |
| Укупно            | 16.412        | 17.140        |